# Kvarntjärnen (Klövsjö socken, Jämtland)
Kvarntjärnen är en sjö i Bergs kommun i Jämtland och ingår i Ljungans huvudavrinningsområde. Sjön har en area på 0,139 kvadratkilometer och ligger 380,3 meter över havet. Sjön avvattnas av vattendraget Kvarnån.

## Delavrinningsområde
Kvarntjärnen ingår i det delavrinningsområde (694031-142613) som SMHI kallar för Utloppet av Kvarntjärnen. Medelhöjden är 414 meter över havet och ytan är 1,41 kvadratkilometer. Det finns ett avrinningsområde uppströms, och räknas det in blir den ackumulerade arean 15,38 kvadratkilometer. Kvarnån som avvattnar avrinningsområdet har biflödesordning 2, vilket innebär att vattnet flödar genom totalt 2 vattendrag innan det når havet efter 207 kilometer. Avrinningsområdet består mestadels av skog (86 procent). Avrinningsområdet har 0,14 kvadratkilometer vattenytor vilket ger det en sjöprocent på 9,8 procent.